# August Förster

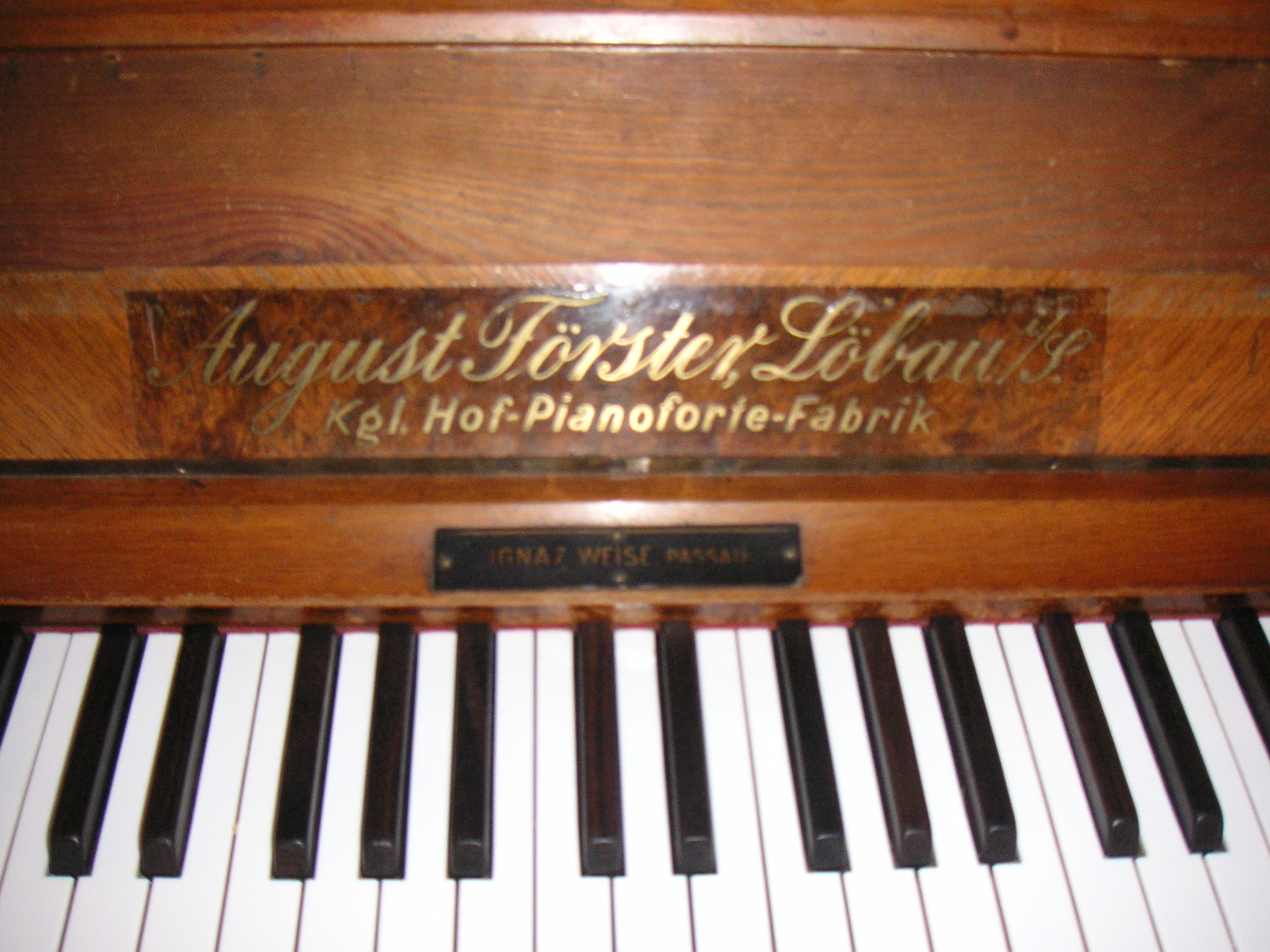
Een antieke August Förster piano, uit de fabriek in Löbau

August Förster is een Duitse pianofabrikant. De Tsjechische fabrikant Petrof leverde, als gevolg van historische verwikkelingen, ook instrumenten onder deze naam.

## Geschiedenis

### Oprichter
Friedrich August Förster werd geboren op 30 juli 1829 in Oberseifersdorf. Eerst leerde hij het vak van meubelmaker. Naast zijn werk als meubelmakersgezel repareerde hij in zijn vrije uren muziekinstrumenten en nam hij muziekles. Bij de pianobouwers Hieke en Karl August Eule in Löbau in Saksen leerde hij de grondbeginselen van de pianobouw, en hij werd in 1854 als instrumentenbouwer "vrijgesproken". Nadat hij in verschillende steden van Duitsland gewerkt had en ervaring had opgedaan, keerde hij naar zijn geboortestreek Oberlausitz terug. 
Op 1 april 1859 vestigde hij zich in Löbau en richtte op de tweede verdieping van een achterhuis een bescheiden werkplaats in. Hier bouwde hij zijn eerste piano. In 1862 bouwde hij aan de rand van de stad zijn eerste fabrieksgebouw aan de tegenwoordige Jahnstraße. Deze productievestiging is in de afgelopen decennia uitgebreid en gemoderniseerd.
Na de dood van August Förster in 1897 nam zijn zoon Cäsar Förster de leiding van de firma op zich. 

### Filiaal
Cäsar Förster stichtte in 1900 een filiaal dicht bij Löbau net over de grens in Georgswalde in Bohemen, tegenwoordig Jiřikov. De reden hiervoor was dat het keizer- en koninkrijk Oostenrijk-Hongarije een belangrijke afzetmarkt was, waar echter sinds 1886 hoge invoerrechten nauwelijks nog verkoop mogelijk was. Door vlakbij net over de grens een productiefaciliteit op te richten konden deze heffingen vermeden worden. Hierdoor werd een groot afzetgebied ontsloten.

### Onteigening
In 1945 werd dit filiaal door de Tsjechoslowaakse regering onteigend. De fabriek ging over in handen van de staat. Tot 1997 werden piano's met de naam August Förster door de Tsjechische firma Petrof gefabriceerd.

## Interbellum
Nadat Cäsar Förster in 1915 voortijdig kwam te overlijden, leidden zijn beide zonen het bedrijf. Gerhard Förster was de geniale pianobouwer, en Manfred Förster de handelaar. Zo konden in de jaren twintig en dertig van de twintigste eeuw bijzondere instrumenten gebouwd worden, zoals de kwarttoon-vleugel en het elektrochord.

## Na de Tweede Wereldoorlog, communistische tijd
In 1966 kwamen er als gevolg van de dood van Gerhard Förster grote veranderingen in de bezitsverhoudingen. De overname door zijn kleinzoon Wolfgang, wiens vader Manfred reeds in 1952 overleden was, bracht grote moeilijkheden met zich mee. De enorm hoge successierechten waren alleen op te brengen door de staat voor het dat bedrag in de firma op te nemen. In 1972 werd in het kader van de laatste nationaliseringsgolf het bedrijf omgezet in een volkseigener betrieb VEB Flügel- und Pianobau Löbau. Hoewel de naam Förster van de toenmalige machthebbers naar de achtergrond moest verdwijnen, lukte het op grond van de gewenste exportsuccessen, het karakter en het merk Förster te behouden. In 1976 werd de familienaam weer in de firmanaam opgenomen en werd VEB Förster Pianos Löbau. In de daarna volgende periode onder leiding van Wolfgang Förster werd het bedrijf in 1984 een onderdeel van de Deutsche Piano-Union Leipzig.
Ondanks talloze prijzen en medailles voor meerdere vleugelmodellen op de belangrijkste internationale beurzen, had Förster, net als alle andere bedrijven in de DDR, grote moeilijkheden met het verkrijgen van onderdelen van toeleveranciers. Door de betekenis als verschaffer van deviezen maakte het deels mogelijk naar westerse toeleveranciers uit te wijken. Zo werden vanaf 1987 Renner mechanieken gebruikt.

## Na de Wende
Na de Wende in 1991 verwierf Wolfgang Förster het bedrijf weer bij de reprivatisering van het familiebezit. De algemene economische recessie aan het begin van de jaren 90 van de twintigste eeuw leidde tot een herstructurering van de productie en het personeelsbestand. In de jaren daarna volgden talrijke investeringen in de verbetering en ontwikkeling van de traditierijke productiefaciliteit.

## Huidige situatie
De huidige eigenaar van de fabriek is Wolfgang Förster, samen met zijn dochter Annekatrin. Het bedrijf heeft 40 werknemers die ongeveer 120 vleugels en 150 staande piano's per jaar produceren.

## Instrumenten

### De Kwarttoonvleugel
In 1923 maakte Förster in samenwerking met de Tsjechische componist en muziektheoreticus Alois Hába de eerste versie van de kwarttoonvleugel. Deze bestond uit twee boven elkaar gelegen klanklichamen volgens de gebruikelijke constructie en chromatische stemming, die met een kwart toon verschil gestemd waren.
Een bijzonder, weliswaar op het gewone toetsenbord gebaseerd klavier in twee speeltafels boven elkaar, maakte ze tegelijkertijd speelbaar. Later werd een nieuw klavier ontwikkeld, dat van de traditionele toetsenordening volledig afweek.
Later werd een pianorast gebouwd, dat het kwarttoonssysteem in een enkel klanklichaam verwerkelijkte, zodat de 170 toonstappen in de breedte van een normale vleugelpiano ondergebracht konden worden.
In 1928 verraste Förster op de herfstbeurs in Leipzig de vakwereld, toen hij de eerste kwarttoonpiano tentoonstelde. Het was voor de in Parijs wonende componist Iwan Wyschnegradsky gebouwd.
Het smaakvolle uiterlijk deed denken aan een huisorgel. In feite was de constructie uit twee klanklichamen samengesteld, die beide hun eigen rast, klankbodem, ijzeren raam en besnaring hadden. Net als bij de vleugel werd een van de twee klanklichamen een kwart toon hoger gestemd, en was daarop ook berekend.
Voor zover bekend bevindt het laatste nog bestaande exemplaar van de kwarttoonvleugel zich in het Museum voor Tsjechische Muziek, een onderdeel van Nationale Museum in Praag.
Op de dag van vandaag is het zeer moeilijk om op deze instrumenten te spelen. Enerzijds door de staat van de zeldzame museumstukken en anderzijds door de complexiteit van de bouw van dit instrument. Er wordt wel nog steeds met kwarttonen gespeeld maar dan met twee piano's en twee pianisten of zelfs zoals Seppe Gebruers het doet, met één pianist en twee piano's die een kwarttoon uit elkaar gestemd zijn.

### Het Elektrochord
De ontwikkeling van de elektronica in de twintigste eeuw had een nieuw toetsinstrument mogelijk gemaakt.
In 1932 werd in samenwerking met een van de beste elektro-acoustici, Oscar Vierling van het Berlijnse Heinrich-Hertz instituut en de Duits-Amerikaanse uitvinder Franklin Mießner, het Förster-Elektrochord gebouwd.
De trillingen van een door een normaal pianomechaniek aangeslagen snaar werden elektronisch opgenomen en versterkt. Verschillende registerschakelingen maakten het mogelijk het klankkarakter van de toon vergaand te veranderen. Het varieerde van de toon van een zacht klinkend spinet, via de lyrische toon van een salonvleugel tot de machtige toon van een concertvleugel.
In 1982 werd het in 1938 gebouwde elektrochord met nummer 75500 gerestaureerd voor de verzameling van het Deutsches Museum München. Na tien maanden werd het als nieuw uitziende pianodeel voor reparatie van het akoestische deel bij professor Vierling in Ebermannstadt afgeleverd. Na een arbeidsintensieve reparatie bracht hij de gecompliceerde voorzieningen voor de elektrostatische opname van de toon weer in de oorspronkelijke toestand. De ontbrekende versterker en luidspreker werden door onderdelen uit die tijd vervangen.
Op 15 december 1985 werd dit elektrochord met een plechtige matinee weer opgenomen in de verzameling van het museum in München.

## Huidige vleugels
| Model nummer | Totale lengte (in inch) | Netto gewicht | Lengte van de langste bassnaar |
| ------------ | ----------------------- | ------------- | ------------------------------ |
| 170          | 5' 8"                   | 319 kg        | 1385 mm                        |
| 190          | 6' 4"                   | 385 kg        | 1480 mm                        |
| 215          | 7' 2"                   | 470 kg        | 1750 mm                        |
| 275          | 9' 1"                   | 550 kg        | 2080 mm                        |

## Staande modellen
| Model nummer | Totale lengte (in inch) | Netto gewicht | Lengte van de langste bassnaar |
| ------------ | ----------------------- | ------------- | ------------------------------ |
| 116          | 46"                     | 220 kg        | 1250 mm                        |
| 125          | 49"                     | 265 kg        | 1350 mm                        |

## Trivia
Puccini componeerde zijn meeste opera's op een piano van August Förster. Andere musici die de instrumenten van Förster hooghouden zijn Richard Strauss, Sergej Prokofjev, Robert Fischer en Anton Kuerti. In de film "The Pianist" speelde een piano van Förster een rol.